# Киферонский лев
Киферо́нский лев (др.-греч. το Λιοντάρι του Κιθαιρώνα) — в греческой мифологии злобный дикий зверь, нападавший на людей и животных в окрестностях горы Киферон (к востоку от Фив). 

## Мифология
В Фивах и близлежащей местности давно ходили слухи о чудовище, которое охотится на животных, пасущихся в окрестностях горы Киферон. Рассказывали о случаях, когда страшный зверь нападал и на человека. Местные жители небезосновательно предполагали, что это существо не что иное как лев. Потому и стали называть его Киферонским львом. Не было смельчаков, которые бы отважились пойти на грозного хищника. И лишь после того, как лев принёс несчастье в дом царской семьи, на него была объявлена охота.
Однажды Киферонский лев напал на Эвиппа, младшего сына мегарского царя Мегарея, и растерзал его. Тогда царь призвал на помощь героев из других областей Греции. Он пообещал тому, кто сможет убить зверя, выдать за него замуж свою дочь Эвехму и сделать его наследником трона. На этот призыв отозвался Алкафой, изгнанный из Микен царевич. Он убил льва и получил в жёны дочь Мегарея Эвехму, а впоследствии стал царём Мегары.
Согласно другой версии, Киферонского льва убил Геракл, когда ему было восемнадцать лет. Юный герой выследил зверя, а потом разделался с ним с помощью неотёсанной дубины из дикой оливы, которую вырвал с корнем. После этого он снял со льва шкуру и оделся в неё так, чтобы пасть льва служила ему вместо шлема. Царь Фив Креонт за оказанную услугу выдал за Геракла свою дочь Мегару.
Вполне возможно, что Алкафой и Геракл убили разных львов, которые получили одинаковое название лишь потому, что обитали и свирепствовали в окрестностях одной и той же горы.